# Фогтаројт
Фогтаројт (њем. Vogtareuth) општина је у њемачкој савезној држави Баварска. Једно је од 46 општинских средишта округа Розенхајм. Према процјени из 2010. у општини је живјело 3.136 становника. Посједује регионалну шифру (AGS) 9187181.

## Географски и демографски подаци
Фогтаројт се налази у савезној држави Баварска у округу Розенхајм. Општина се налази на надморској висини од 484 метра. Површина општине износи 34,2 km². У самом мјесту је, према процјени из 2010. године, живјело 3.136 становника. Просјечна густина становништва износи 92 становника/km².